# 스토니 브릭스
윌리엄 스토니 브릭스(Willam Stoney Brics, 1971년 12월 26일 ~ )은 KBO 리그 해태 타이거즈의 외국인 야구 선수이다.
장타력이 있고 발이 빨랐으며 외야 송구가 일품이었으나 선구안은 최악이었다.